# Poslanska skupina
Poslanska skupina je oblika organiziranosti poslank in poslancev, da lažje uresničujejo svoje pravice in dolžnosti. Skupino sestavljajo poslanci, izvoljeni v parlament in so pripadniki iste politične stranke. Prav tako morajo biti izvoljeni iz iste liste kandidatov. 
Poslanec ima pravico skupaj z drugimi poslanci ustanoviti poslansko skupino, se včlaniti v že ustanovljeno poslansko skupino ali iz nje izstopiti in v njej enakopravno sodelovati. Poslanec je lahko član le ene poslanske skupine. Poslanci, ki so bili izvoljeni z istoimenskih list, in poslanci, ki so člani iste parlamentarne stranke, imajo pravico ustanoviti le eno poslansko skupino. Poslanec je lahko član poslanske skupine istoimenske liste, na kateri je bil izvoljen, oziroma poslanske skupine parlamentarne stranke, katere član je. Poslansko skupino lahko ustanovijo najmanj trije poslanci. Poslansko skupino lahko ustanovijo tudi poslanci, ki so bili izvoljeni z list volivcev, ne glede na število.
Poslansko skupino zastopa in predstavlja vodja poslanske skupine oziroma njegov namestnik. Če šteje poslanska skupina več kot 20 članov, ima vodja poslanske skupine lahko dva namestnika. Vodja poslanske skupine obvesti o ustanovitvi poslanske skupine predsednika Državnega zbora in mu predloži seznam članov z njihovimi podpisanimi pristopnimi izjavami ter ga obvesti o imenih svojih namestnikov.
Vodja poslanske skupine obvesti predsednika parlamenta o morebitnih spremembah sestave poslanske skupine v treh dneh po nastali spremembi in mu predloži njihove podpisane pristopne ali izstopne izjave.
Dvoje ali več poslanskih skupin se lahko združi v eno poslansko skupino. Poslanci, ki so bili izvoljeni z istoimenskih list, lahko ustanovijo novo poslansko skupino, če se politična stranka razdeli na dve ali več novih političnih strank, če se iz dela članstva te stranke ustanovi nova politična stranka, ali če razpade koalicija političnih strank, ki so vložile skupne istoimenske liste. Nova poslanska skupina se lahko ustanovi, če šteje najmanj tri člane.
Poslanci, ki so bili izvoljeni z list volivcev, in poslanci, ki jim je prenehalo članstvo v politični stranki, imajo pravico ustanoviti poslansko skupino nepovezanih poslancev ali pristopiti k taki skupini, če je že ustanovljena. V teku istega mandata se lahko ustanovi samo ena poslanska skupina nepovezanih poslancev. Taka poslanska skupina se lahko ustanovi, če šteje najmanj tri člane.
Na predlog poslancev, ki želijo ustanoviti novo poslansko skupino, predsednik Državnega zbora ugotovi, ali so izpolnjeni pogoji za ustanovitev nove poslanske skupine.

## Narodne skupnosti
Poslanca italijanske in madžarske narodne skupnosti imata v Republiki Sloveniji lastno poslansko skupino.